# Höhere Lehranstalt für Mode und Bekleidungstechnik
Eine Höhere Lehranstalt für Mode und Bekleidungstechnik (HLM) ist eine Berufsbildende höhere Schule (BHS) in Österreich.
Die fünfjährige Ausbildung an der Höheren Lehranstalt für Mode und Bekleidungstechnik vermittelt ihren Absolventen Denkmethoden sowie Arbeits- und Entscheidungshaltungen, die sowohl zur unmittelbaren Ausübung eines gehobenen Berufes in der Wirtschaft, insbesondere in der Bekleidungswirtschaft, als auch zur Aufnahme eines wissenschaftlichen Studiums befähigen.
Die offizielle Bezeichnung ist HLM – entsprechende Schulen werden oft aber auch als Modeschule bezeichnet. Die HLM gehört zum Bereich der Humanberuflichen Schulen in Österreich, der von Schülern und Schülerinnen zwischen 14 und 19 Jahren besucht wird.
Sie dauert fünf Jahre und schließt mit der Matura ab, bietet neben einer Allgemeinbildung mit ein bis zwei Fremdsprachen eine Ausbildung in Textiltechnologie und beinhaltet das Erstellen von Werkzeichnungen und Modebildern, Schnittkonstruktionen (auch Modellgestaltung mit CAD) sowie Fertigungsmethoden bei Einzel- und industrieller Fertigung von Kleidungsstücken.
Berufliche Möglichkeiten für Absolventen ergeben sich in Tätigkeitsfeldern mit einem hohen Maß an Eigenverantwortung in verschiedenen Zweigen der Bekleidungswirtschaft und der Verwaltung auf mittlerer und höherer kaufmännischer und administrativer Ebene, aber es besteht auch der Zugang zu fast allen Meister- und Befähigungsnachweisprüfungen zur selbstständigen Gewerbeausübung (Damen- oder Herrenkleidermacherei), sowie der Zugang zu allen Universitäten in Österreich. Bei Aufnahme eines Studiums an einem einschlägigen Fachhochschul-Studiengang kann die Studienzeit verkürzt werden.

## Schulen
- Dornbirn (HTBLuVA Dornbirn)
- Ebensee (Modeschule Ebensee)
- Graz (Modeschule Graz)
- Hallein (Modeschule Hallein)
- Innsbruck (Ferrarischule)
- Klagenfurt (HBLA Klagenfurt)
- Krems an der Donau (HLA Mode Wirtschaft Krems)
- Linz (HBLA Kunst, HBLA Lentia)
- Mödling (HLA Mödling)
- Oberwart (HBLA Oberwart)
- Salzburg (HLWM Salzburg Annahof)
- Villach (CHS Villach)
- Wien (HLMW9 Michelbeuern, KunstModeDesign Herbststrasse, Modeschule Wien im Schloss Hetzendorf)
- Wiener Neustadt (HLM BAfEP Wiener Neustadt)